# Sutlepa
Sutlepa (szw. Sutlep) – wieś w Estonii, w prowincji Lääne, w gminie Noarootsi. W 2000 roku wieś miała 129 mieszkańców.